# Batalla d'Ashta
La batalla d'Ashta fou un combat lliurat prop del poble d'Ashta o Ashti, a Maharashtra a la taluka de Madha, districte de Sholapur, el 20 de febrer de 1818 durant la Guerra Pindari entre el general Lionel Smith i les forces del peshwa Baji Rao dirigides pel seu general Gokhale.

## Antecedents
El 1817 va esclatar la Guerra Pindari i Thomas Hislop rebé el comandament de la força principal britànica, de 5.500 homes, que el 10 de novembre va derrotar els 35.000 homes de Malhar III Rao Holkar a la batalla de Mahidpur el 21 de desembre i va aconseguir la caiguda de les fortaleses frontereres i la rendició de Holkar. Els Peshwa van continuar la guerra i foren derrotats a la batalla de Koregaon, i Baji Rao II va fugir perseguit pels anglesos, acompanyat de Pratap Singh, Raja de Satara, fins que els van encalçar a Ashta, on Bapu Gokhale va esperar als anglesos el 20 de febrer de 1818 mentre Baji Rao seguia endavant.

## Batalla
Bapu Gokhale tenia prop de 10.000 cavalls i Smith dos esquadrons del 22e Regiment de dragons que estaven al centre, el setè regiment de cavalleria lleugera a la dreta i el segon regiment de cavalleria lleugera a l'esquerra. Els maratha van aguantar la càrrega britànica i van poder encerclar la dreta britànica, que va haver de rebre suport del centre, i finalment el 22e va trencar la línia enemiga.

## Conseqüències
El maratha Baji Rao II fou finalment derrotat i Pratap Singh, el raja Satara fou alliberat de la tutela dels marathes.